# Oscar Günther (Politiker, 1861)

Oscar Günther

Oscar Heinrich Günther (* 20. März 1861 in Grimma; † 16. März 1945 in Plauen) war ein deutscher Politiker (Freisinnige Volkspartei, Fortschrittliche Volkspartei, DDP, Wirtschaftspartei).

## Leben und Beruf
Nach dem Mittelschulabschluss auf der Bürgerschule in Grimma absolvierte Günther, der evangelischen Glaubens war, eine kaufmännische Lehre. Anschließend leistete er Wehrdienst beim 2. sächsischen Ulanen-Regiment in Rochlitz. Er war später als selbständiger Kaufmann in Plauen tätig.

## Partei
Günther gehörte zunächst der Freisinnigen Volkspartei an und war deren Landesvorsitzender im Königreich Sachsen; nachdem die Freisinnigen 1910 durch Fusion mit anderen linksliberalen Parteien in der Fortschrittlichen Volkspartei aufgegangen waren, wurde er auch dort sächsischer Landesvorsitzender. 1918 beteiligte er sich an der Gründung der DDP und übernahm auch dort den Vorsitz des Landesverbandes Sachsen. Ende der 1920er Jahre trat er zur Reichspartei des deutschen Mittelstandes (Wirtschaftspartei) über.

## Abgeordneter
Günther war von 1903 bis 1918 Abgeordneter des Sächsischen Landtags. Er war dort ab 1910 Fraktionsvorsitzender der Fortschrittlichen Volkspartei. 
Von 1907 bis 1911 war Günther Reichstagsabgeordneter für den Reichstagswahlkreis Königreich Sachsen 23 (Plauen). Reichstagskandidaturen 1903 im Reichstagswahlkreis Königreich Sachsen 2 bei einer Ersatzwahl 1906 im Reichstagswahlkreis Königreich Sachsen 16 und 1912 im Reichstagswahlkreis Königreich Sachsen 22 bleiben erfolglos. Von Januar bis Juni 1919 gehörte er der Weimarer Nationalversammlung an.
1919/20 war Günther für die DDP Mitglied der Sächsischen Volkskammer. Von 1922 bis 1926 gehörte er für die DDP wieder dem Sächsischen Landtag an. Am 5. Oktober 1926 trat er aus der Partei aus. Von 1929 bis 1933 war Günther für die Wirtschaftspartei erneut Mitglied des Sächsischen Landtages.

## Öffentliche Ämter
Günther wurde im Oktober 1918 zum sächsischen Staatsminister ohne Geschäftsbereich ernannt.

## Veröffentlichungen
- Franz Moritz Kirbach. Ein Lebensbild eines deutschen Mannes. Plauen 1905.